# Elin Östlund
Elin Östlund, född 14 februari 1991, är en svensk friidrottare, kortdistanslöpning. Hon tävlar för KFUM Örebro.
Elin Östlund deltog vid U23-EM 2013 i Tammerfors i stafett 4 x 100 meter tillsammans med Daniella Busk, Hanna Adriansson och Caroline Sandsjoe; laget kom på en sjätteplats (av sju startande).
2015 deltog Östlund på 60 meter vid inomhus-EM i Prag. Hon tog sig vidare från försöken med personbästa 7,39, men slogs sedan ut i semifinalen med tiden 7,42 s.
Vid Europamästerskapen i Amsterdam år 2016 var Östlund tillsammans med Pernilla Nilsson, Linnea Killander och Isabelle Eurenius med i det svenska korta stafettlaget som slogs ut i försöksheatet (tid 44,27).

## Personliga rekord
| Utomhus - 100 meter – 11,61 (Skara, Sverige 6 juni 2017) - 100 meter – 11,53 (medvind 2,3 m/s) (Skara, Sverige 6 juni 2019) - 200 meter – 23,63 (Norrköping, Sverige 20 augusti 2017) - 200 meter – 23,34 (medvind 2,7 m/s) (Sollentuna, Sverige 9 juni 2019) | Inomhus - 60 meter – 7,39 (Prag, Tjeckien 7 mars 2015) - 200 meter – 24,63 (Örebro, Sverige 19 februari 2012) - Längdhopp – 5,34 (Bollnäs, Sverige 25 februari 2012) |